# Yasmine (actriz porno)
Yasmine (Tahar Souk; 1 de octubre de 1973) es una actriz pornográfica marroquí residente en Francia.

## Biografía
Yasmine nació en Tahar Souk, donde solo vivió los cinco primeros meses de vida, ya que sus padres se vieron obligados a emigrar en busca de trabajo. A los 18 años decidió marcharse de casa y trabajó en varios lugares hasta llegar a ser auxiliar de enfermería.

### Actriz porno
Perdió la virginidad a los 23 años y empezó a interesarse por el mundo del sexo. Animada por su novio, decidieron participar en diversas películas amateur. En 2004 y con 30 años fue descubierta por algunas productoras porno que se interesaron en ella. Dos años más tarde firmó un contrato de exclusividad con Marc Dorcel, convirtiéndose así en una de las actriz emblemáticas de la compañía y sucediendo a otras actrices consagradas, como Laure Sainclair, Melanie Coste, Tiffany Hopkins y Oksana.

## Filmografía selectiva
- French ConneXion
- Phil de Nice
- Fuck V.I.P Cockaine
- La Ninfómana
- Le Barriodeur
- Story of Yasmine
- Une fille de la Campagne
- Urgencias
- La Autoescuela
- Casino – No Limit

Filmografía no pornográfica
- 2007: Un homme perdu de Danielle Arbid
- 2008: MR-73 de Olivier Marchal
- 2013: Métal Hurlant Chronicles (Episodio 4 : Oxygène)